# 케네스 D. 캐머런
케네스 D. 캐머런(Kenneth D. Cameron, 본명: 케네스 도널드 캐머런, Kenneth Donald Cameron, 1949년 11월 29일 출생, Col, USMC, Ret.)은 은퇴한 미국 해군 비행사, 테스트 파일럿, 공학자, 미국 해병대 장교 및 NASA 우주비행사이다.

## 배경
캐머런은 1949년 11월 29일 오하이오주 클리블랜드에서 태어났다. 1967년 오하이오 주 로키 리버에 있는 로키 리버 고등학교를 졸업했다. 계속해서 매사추세츠 공과대학에 진학하여 1978년 항공 및 우주학 학사 학위를, 항공 및 우주학 석사 학위를 받았다. 1979년 MIT, 린든 B. 존슨 우주 센터, 러시아 모스크바의 가가린 우주 비행사 훈련 센터에서 러시아어와 러시아어 우주 시스템에 대한 수많은 과정을 이수했다. 나중에 2002년에 미시간 주립 대학교에서 경영학 석사 학위를 취득했다. 그는 비행, 운동, 목공, 독서, 사격, 오토바이 타기, 아마추어 라디오를 즐긴다.
그는 보이스카우트였으며 스타스카우트 등급을 받았다. MIT에서 캐머런은 베타 테타 파이(Beta Theta Pi) 형제회 회원이었다.